# Jamie Brandon
Jamie Brandon (Whitburn, 5 febbraio 1998) è un calciatore scozzese, difensore del Livingston.

## Carriera

### Club
Ha giocato nella prima divisione scozzese.

### Nazionale
Nel 2019 ha giocato 3 partite con la maglia della nazionale scozzese Under-21.

## Palmarès

### Club

#### Competizioni nazionali
- Scottish Championship: 1

Hearts: 2020-2021
- Scottish Challenge Cup: 1

Livingston: 2024-2025